# Saigonhaven
De Saigonhaven (Vietnamees:Cảng Sài Gòn) is een complex van havens in de Vietnamese stad Ho Chi Minhstad. De haven heeft haar naam te danken aan de naam van de stad van voor 1975, Saigon, en ligt aan de rivier Sài Gòn.
De oorspronkelijke Saigonhaven is de grootste haven van Vietnam. In 2016 stond ze op nummer 21 van de drukste havens ter wereld. Ze heeft een belangrijke rol gespeeld in de ontwikkeling van de stad Saigon. Tijdens de koloniale periode werd ze gebruikt voor de import en export van en naar Frankrijk en andere Europese landen.
De economie van Vietnam was tot in de eenentwintigste eeuw voor meer dan twee derde afhankelijk van de import en export via de Saigonhaven. In verband met de verwachte groei werd een tweede haven ingericht in een gebied ten zuidoosten van Ho Chi Minhstad. Deze 'New Port' heeft intussen ook zijn plaats ingenomen in de lijst van drukste havens ter wereld en komt daar op een 24ste plaats.